# Convenció de la Unió Africana per a la Prevenció i Lluita contra la Corrupció
La Convenció de la Unió Africana per a la Prevenció i Lluita contra la Corrupció va ser adoptada a Maputo l'11 de juliol de 2003 per lluitar contra la corrupció política desenfrenada al continent africà. Representa un consens regional sobre el que els estats africans haurien de fer en els àmbits de la prevenció, la criminalització, la cooperació internacional i la recuperació d'actius. El Conveni cobreix una àmplia varietat de delictes, inclòs el suborn (nacional o estranger), desviament de béns per funcionaris públics, tràfic d'influències, enriquiment il·lícit, blanqueig de capitals i ocultació de béns i consisteix principalment en disposicions obligatòries.
El 2007, es va informar que els següents nou països tenien llacunes legals relacionades amb aquesta Convenció i la Convenció de les Nacions Unides contra la Corrupció: Algèria, Burundi, Kenya, Libèria, Nigèria, Sierra Leone, Sud-àfrica, Togo, i Uganda.
En 2016 el tractat havia estat ratificat per 37 estats.